# René Charles Joseph Ernest Maire
René Charles Joseph Ernest Maire (Lons-le-Saunier, 29 maggio 1878 – Algeri, 24 novembre 1949) è stato un botanico francese.
Nel 1911 fu nominato professore di botanica all'Università di Algeri; effettuò numerosi viaggi in Africa settentrionale, in particolare in Marocco  e nel Sahara dove censì la flora autoctona che raccolse nei 16 volumi della sua opera magna, Flore de l'Afrique du Nord, rimasta incompiuta e pubblicata postuma nel 1953.

## Pubblicazioni
- R. Maire, Sur la cytologie des Hyménomycètes, in Comptes Rendus Hebdomadaires des Séances de l'Académie des Sciences, vol. 131, n. 2, 1900,  pp. 121-124.

- R. Maire, Sur la cytologie des Gastromycètes, in Comptes Rendus Hebdomadaires des Séances de l'Académie des Sciences, vol. 131, n. 26, 1900,  pp. 1246-1248.

- R. Maire, Recherches cytologiques et taxonomiques sur les Basidiomycètes, in Bulletin de la Société Mycologique de France, n. 18, 1902,  pp. 1-209.

- R. Maire, Les bases de la classification dans le genre Russula, in Bulletin de la Société Mycologique de France, n. 26, 1910,  pp. 49-125.

- A. Sartory, R. Maire, Compendium Hymenomycetum, 1922-1923.

- A. Sartory, R. Maire, Les champignons vénéneux, 1922.

## Taxa micologici attribuiti a Maire

### Specie
- Gymnopilus sapineus (Fries) Maire
- Hygrophoropsis aurantiaca (Wulfen: Fries) Maire
- Hygrophorus reai Maire
- Lentinellus vulpinus (Fries) Maire & R. Kühner
- Psathyrella candolleana (Fries) Maire
- Psathyrella hydrophila (Fries) Maire
- Russula romellii Maire
- Xeromphalina campanella (Bataille: Fries) Maire & R. Kühner

### Generi
- Hygrophoropsis (J. Schroeter) Maire
- Volkartia Maire
- Xeromphalina R. Kühner & Maire
- Xerula Maire